# Дороти Гейл

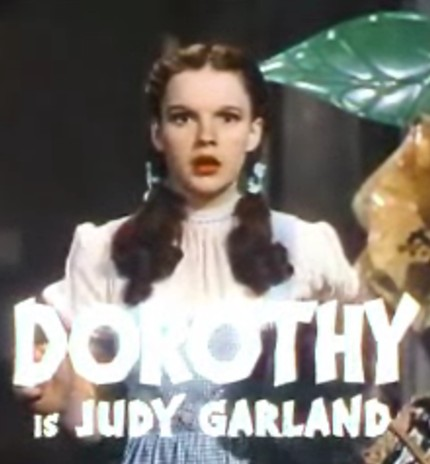
Джуди Гарленд в роли Дороти Гейл

Дороти Гейл (англ. Dorothy Gale) — главная героиня книг сказочного цикла о Стране Оз, написанных Лайменом Фрэнком Баумом. Впервые она появляется в классическом детском романе Баума «Удивительный волшебник из страны Оз» 1900 года и вновь появляется в большинстве его продолжений. Кроме того, она является главным героем различных адаптаций, в частности, классической экранизации романа «Волшебник страны Оз» 1939 года.
В последующих романах Страна Оз постепенно становится для нее более знакомой, чем её родной Канзас. В конце концов Дороти переезжает жить в квартиру во дворце Изумрудного города, но только после того, как её тётя Эм и дядя Генри поселяются в фермерском доме на его окраине, не имея возможности выплачивать ипотеку за свой дом в Канзасе. Лучшая подруга Дороти, принцесса Озма, правительница страны Оз, позже в романах официально делает её принцессой страны Оз.

## Описание
Дороти — сирота, единственные близкие живые родственники у неё — дядя Генри и тётя Эм. У Дороти Гейл есть и другие родственники: неизвестные родственники из Австралии, её кузен Зеб, и ещё несколько. Можно предположить, что в первой книге Дороти шесть-семь лет, хотя возраст нигде точно не указан. О том, когда и как она потеряла родителей, нигде не говорится.
Дороти четыре раза посещает Страну Оз при различных обстоятельствах, а на пятый раз остаётся там навсегда.

## Черты характера
Добрая, смелая, умная, преданная, заботливая, трудолюбивая, сострадающая.

## За кулисами
Прообразом героини цикла о Стране Оз послужила племянница жены автора, которую звали Дороти Луиза Гейдж (англ. Dorothy Louise Gage)

## Интересные факты
- В честь Дороти Гейл 11 апреля 2018 года был назван кратер Dorothy на Хароне[1].

## В кинематографе
- «Волшебник страны Оз» (1939 год; Великобритания), режиссёр Виктор Флеминг, в роли Дороти — Джуди Гарленд
- «Виз» (1978 год; США), режиссёр Сидни Люмет; в роли Дороти — воспитательница детского сада из Нью-Йорка, Дайана Росс
- Возвращение в страну Оз (1985 год; США, Великобритания) — полнометражный фильм, снятый по мотивам нескольких произведений Л. Ф. Баума «Чудесная страны Оз» и «Озма из страны Оз»; в роли Дороти — Файруза Балк
- «Приключения в Изумрудном городе» (1999—2000 годы; Россия), режиссёры Илья Максимов (1999), Денис Чернов (2000); первый проект студии «Мельница», в роли Долли — Татьяна Михалевкина
- «Заколдованное королевство» (2007 год; США), режиссёр Уиллинг, Ник, Ди Джи (Дешанель) — официантка в забегаловке, которая никак не могла привыкнуть к мирной жизни небольшого городка.
- «Том и Джерри и Волшебник из страны Оз» (2011 год; США), режиссёр Спайк Брандт, в роли Дороти — Грей Делайл
- «Дороти и Волшебник в стране Оз» (англ. Dorothy and the Wizard in Oz) — мультсериал 2017 года.
- «Изумрудный город» (англ. Emerald City) — мини-сериал 2017 года. В роли Дороти — Адриа Архона.